# Dirphia carilapha
Dirphia carilapha är en fjärilsart som beskrevs av William Schaus 1924. Dirphia carilapha ingår i släktet Dirphia och familjen påfågelsspinnare. Inga underarter finns listade i Catalogue of Life.